# Уллас, Николай Николаевич
Николай Николаевич Уллас (14 [27] января 1914, Смоленск, Российская империя — 23 декабря 2009, Москва, Россия) — советский, российский архитектор, педагог. Народный архитектор СССР (1974). Лауреат Ленинской премии (1959).

## Биография
Николай Уллас родился 14 (27) января 1914 года в Смоленске. 
После школы год работал электромонтером, в 1930 году поступил в Смоленский строительный техникум. В 1932 году, после 2-го курса по направлению поступил на 2-й курс Высшего архитектурно-строительного института (с 1933 — Московский архитектурный институт). Учился у Ладовского Н.А., Колли Н.Я., Полякова Н.Х., одновременно работал в мастерской академика Фомина И.А. Дипломный проект 1936 года «Новый город на Московском море. Планировка головного узла канала Волга-Москва. Здание речного и железнодорожного вокзала». 
В 1936—1937 годах работал в мастерской по проектированию канала «Волга-Москва» Военпроекта, курсант одногодичник. В 1938—1941 годах — старший архитектор Сельхозстройпроекта.
В августе 1941 года мобилизован в Красную армию. В 1942 году — военный инженер 3-го ранга (капитан), с марта 1943 — в действующей армии. Участвовал в освобождении Северного Кавказа, Украины, Румынии, Югославии, Венгрии, Австрии. Командовал отдельным пограничным батальоном. Награждён двумя орденами Красной Звезды и медалями за освобождение Белграда, Будапешта, Вены. Четыре ранения, два тяжелых. Войну закончил в Вене в звании инженер-майор.
С декабря 1945 года — архитектор-автор мастерской генплана архитектурно-планировочного управления Москвы, в 1947—1956 — руководитель мастерской Юго-Запада НИИ Генплана Москвы, в 1956—1961 — главный архитектор НИИ Генплана, в 1961—1971 —  заместитель начальника ГлавАПУ Москвы.
С середины 60-х годов архитектор серьезно занимался проблемами расселения. От Союза архитекторов СССР сделал доклады «Структура расселения» на 9 конгрессе Международного Союза архитекторов в Праге (1967) и «Демографический взрыв и проблемы градостроительства» на Всемирном совещании градостроителей в Мар-дель-Плата (Аргентина) (1969).
Большое влияние на становление архитектора оказал его учитель профессор Н. А. Ладовский, руководитель его первого курсового проекта 1933 года (наземный вестибюль станции метро «Охотный ряд») и дипломного проекта 1936 года (Новый город на Московском море. Яхрома). Их сотрудничество не прерывалось почти до смерти Н. А. Ладовского осенью 1941 года. В 1938—1941 годах Н. А. Ладовский был консультантом по архитектуре и планировке выполненных архитектором в Сельхозстройпроекте проектов планировки и застройки Мордовской и Чишминской государственных селекционных станций, предприятий Винкомбината «Абрау-Дерсо», неосуществленные в связи с началом войны. Его теория динамично развивающегося города, разрыва радиальной структуры («парабола Ладовского») повлияла на формирование градостроительных принципов архитектора. В Генеральном плане Москвы (1971) без труда обнаруживается та же идея разрыва радиально-кольцевой системы в юго-западном направлении, что получило окончательное оформление в Генплане 2009 года (утвержден в 2012), разработанном под руководством ученика Н. Улласа главного архитектора Москвы А. В. Кузьмина, и подтверждено решением о расширения территории Москвы на юго-запад.
В 1952—1971 годах — преподаватель Московского архитектурного института, с 1967 — профессор, в 1971—1982 — заведующий кафедры градостроительства. С 1982 — профессор кафедры градостроительства МАРХИ.
Член ВКП(б)-КПСС 1942-1991. 
Умер 23 января 2009 года в Москве. Похоронен на Троекуровском кладбище.

### Семья
- Дед — Мартин Рейн Удриньш (он же Уллас) (1845—1916), унтер-офицер Семёновского лейб-гвардии полка, с 1888 года — петергофский мещанин Мартын Иванович Уллас, заведующий кронштадтским городским водопроводом, по национальности — латыш.
- Бабка — Анна Дмитриевна.
- Отец — Николай Мартынович Уллас (1875-1943), родился в Ораниенбауме (ныне Ломоносов), православный, окончил Кондукторскую школу, военный инженер-строитель. В 1918—1923 годах — в Красной Армии, начальник Смоленской военно-инженерной губернской дистанции. До 1936 года — инженер-строитель, преподаватель строительного техникума (Смоленск).
- Мать — Евгения Михайловна Уллас (Куприянова) (1881—1968), дочь артиллерийского чиновника, надворного советника, Тула.
- Брат отца — Александр Уллас, старший фельдшер крейсера «Аврора», за отличия в Цусимском сражении награждён знаком отличия военного ордена 4-й степени.
- Жена — Ольга Сергеевна Уллас (1924—2011)
- Дети — сын и дочь.

В 1906 году семейству М. И. Улласа с женой и детьми было пожаловано звание потомственных почётных граждан.

## Награды и звания
- Заслуженный строитель РСФСР (1964)
- Народный архитектор СССР (1975)
- Ленинская премия (1959) — за решение крупной градостроительной задачи скоростной реконструкции и благоустройства района Лужников города Москвы и создание комплекса спортивных сооружений Центрального стадиона имени В. И. Ленина
- Премия Ленинского комсомола (1978) — за создание обелиска на месте гибели Ю. А. Гагарина и В. С. Серёгина в Киржачском районе Владимирской области
- Премия Совета Министров СССР (1972)
- Орден «Знак Почёта»
- Орден Трудового Красного Знамени
- Два ордена Красной Звезды
- Медаль «За освобождение Белграда»
- Медаль «За взятие Будапешта»
- Медаль «За взятие Вены»
- Медаль «В ознаменование 100-летия со дня рождения Владимира Ильича Ленина»
- Медаль «За доблестный труд в Великой Отечественной войне 1941—1945 гг.»
- Почётный член Российской академии архитектуры и строительных наук (1997).

## Основные работы
Основные работы (с соавторами): генеральный план Юго-Западных территорий Москвы (1948—1954), планировка и застройка Фрунзенской набережной и Комсомольского проспекта (1948—1956), планировка района МГУ (1949—1951), Центральный стадион в Лужниках (1954—1956, Ленинская премия, 1959), технико-экономическое обоснование (ТЭО) генерального плана развития Москвы (1960—1966, Гран-при Международного союза архитекторов (СЕА), 1966), генеральный план развития Москвы на 1971—1986 гг. (1966—1971), жилой район «Матвеевское» (1966), мост на канале им. Москвы на Ленинградском шоссе (1971, премия СМ СССР, 1972), обелиск на месте гибели Ю. А. Гагарина (1977, премия Ленинского комсомола за 1979).